# Canon Skoda 105 mm Modèle 1939
Pour les articles homonymes, voir Canon de 105 mm.

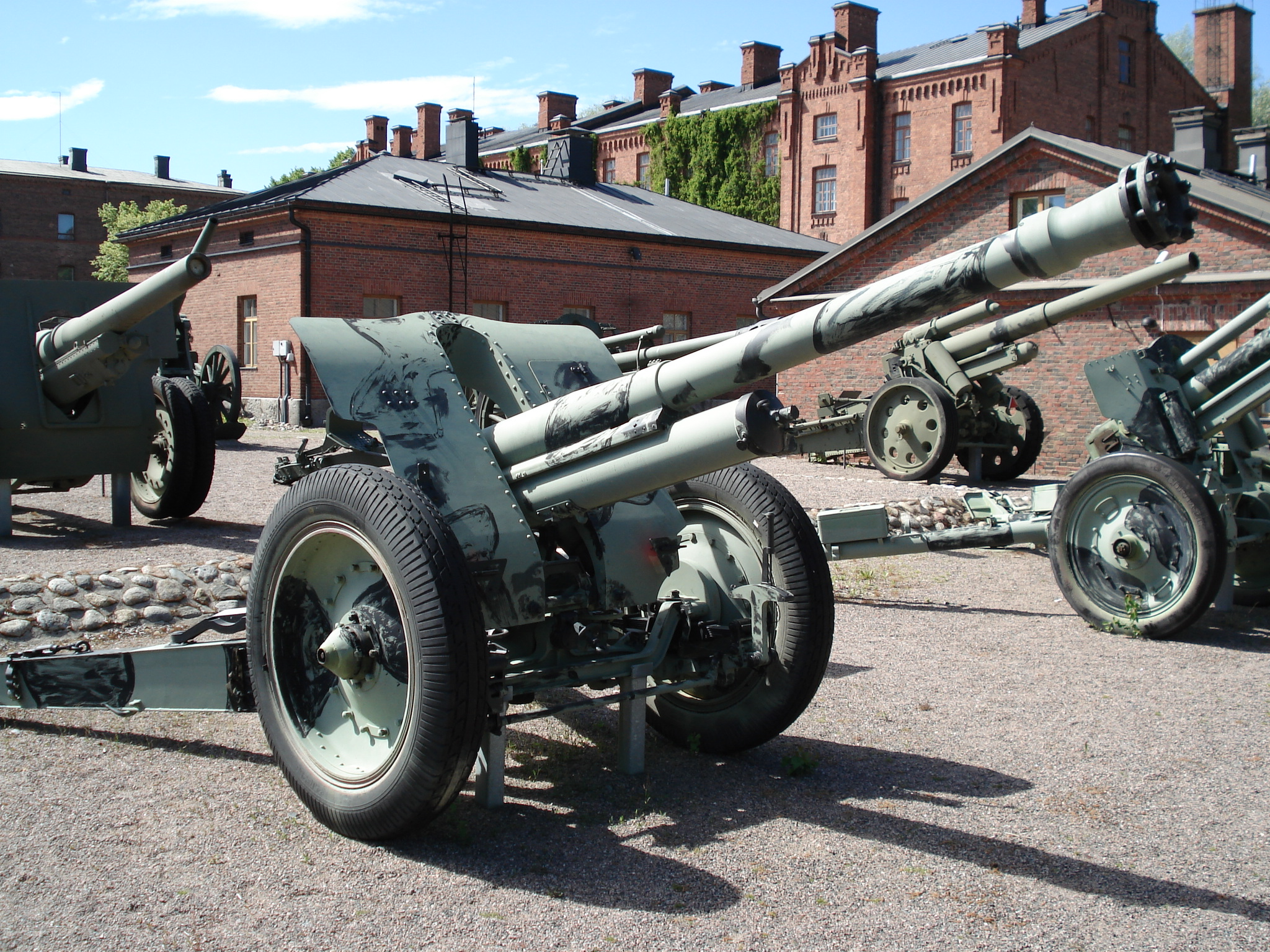
Skoda 105 mm Modèle 1939.

Le canon Skoda 105 mm Modèle 1939 est un canon de montagne utilisé par la Roumanie pendant la Seconde Guerre mondiale. Une version dérivée fut produite par l'Afghanistan.

## Caractéristiques
- Calibre de 105 mm
- Constructeur : Usines Škoda
- Poids : 1 400 kg
- Portée maximale : 11 000 mètres
- Service : 1939-1945?